# 1798 у Миколаєві
| Роки в Миколаєві 1789 • 1790 • 1791 • 1792 • 1793 • 1794 • 1795 • 1796 • 1797 • 1798 • 1799 • → Див. також: XIX століття |

1798 у Миколаєві — список важливих подій, що відбулись у 1798 році в Миколаєві. Також подано перелік відомих осіб, пов'язаних з містом, що народились або померли цього року.

## Події

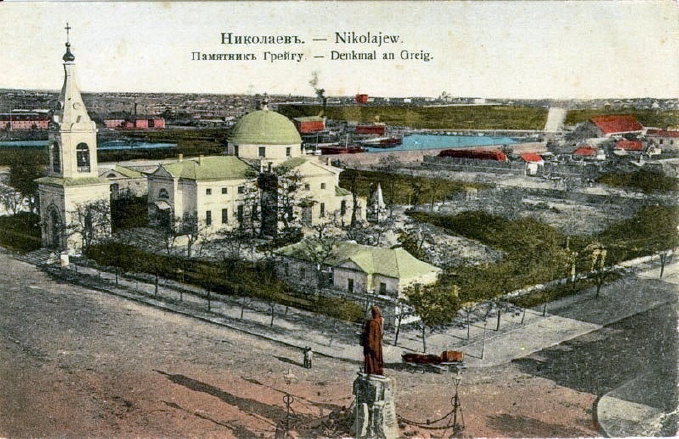
Адміралтейський собор у Миколаєві на поштовій листівці початку XX століття

- 7 січня, згідно з Указом імператора Павла І Церква Святого Мученика Григорія Великої Вірменії була перейменована в Адміралтейський собор.
- 7-8 січня в Миколаєві відбулися перші вибори в міську шестиголосну думу та словесний суд[1].

## З'явилися
- 20 (31) серпня в Санкт-Петербурзі і Миколаєві були засновані перші у світі військово-морські інженерні навчальні заклади — училища корабельної архітектури, які повинні були готувати драфцманів.

## Особи

### Очільники
- 1 січня комендантом Миколаєва був призначений полковник (згодом генерал-майор) князь Михайло Сергійович Вяземський (1770—1848) — учасник Французько-російської війни 1812 року[2].

### Народилися
- Казарський Олександр Іванович (нар. 16 червня 1798, Дубровно, Оршанський повіт, Білоруська губернія — пом. 16 червня 1833, Миколаїв) — російський військовий моряк, герой російсько-турецької війни 1828—1829 років, капітан I рангу (1831), кавалер ордена Святого Георгія.
- Поджіо Олександр Вікторович (нар. 15 (27) квітня 1798, Миколаїв — пом. 6 (18) червня 1873, Вороньки, Стародубський повіт, Чернігівська губернія) — декабрист, один із найактивніших членів Південного товариства.
- Морозов Григорій Сергійович (нар. 1798 — пом. після 1857) — інженер Російської імперії. З 1827 року працював в Миколаєві, спроєктував переправу через Південний Буг (1832).